# Kulm (North Dakota)
Kulm is een plaats (city) in de Amerikaanse staat North Dakota, en valt bestuurlijk gezien onder LaMoure County.

## Demografie
Bij de volkstelling in 2000 werd het aantal inwoners vastgesteld op 422.
In 2006 is het aantal inwoners door het United States Census Bureau geschat op 380, een daling van 42 (-10,0%).

## Geografie
Volgens het United States Census Bureau beslaat de plaats een oppervlakte van
0,8 km², geheel bestaande uit land. Kulm ligt op ongeveer 601 m boven zeeniveau.

## Geboren
- Angie Dickinson (1931), actrice

## Plaatsen in de nabije omgeving
De onderstaande figuur toont nabijgelegen plaatsen in een straal van 32 km rond Kulm.